# Cổ tích Việt Nam
Cổ tích Việt Nam là một loạt phim đồng thoại do Hãng phim Phương Nam sản xuất dưới các định dạng VHS giai đoạn 1993-1999, VCD và DVD giai đoạn 2000-2008 và HD giai đoạn 2016-2020.

## Lịch sử
Trong bối cảnh thập niên 1980  sang đầu thập niên 1990 khi xã hội Việt Nam đang ở giai đoạn quá độ bao cấp sang mở cửa, thị hiếu công chúng tỏ ra rất chuộng dòng phim đồng thoại xuất xứ Đông Âu, không chỉ bởi yếu tố kiểm duyệt nặng tính chính trị mà bởi nội dung thích hợp mọi lứa tuổi và giai cấp. Đặc thù dòng điện ảnh này là tính sân khấu hóa cao, chỉ cần không gian hẹp, chút kĩ xảo cùng kinh phí thấp.
Vì vậy, ngay khi chính phủ tìm cách chấn hưng nền điện ảnh vốn đã bị cơ chế bao cấp bào mòn cả về phương tiện kỹ thuật và nhân lực, các cá nhân cùng tổ chức điện ảnh bắt đầu đua tranh thực hiện những cuốn phim đồng thoại tiên phong. Điển hình là trường hợp Phạm Công - Cúc Hoa và Con muỗi cùng công chiếu năm 1990 rồi cùng đạt tỉ suất khán giả cực lớn.
Đến năm 1993, Hãng phim Phương Nam mời nhà văn Nguyễn Đông Thức (đương thời là một trong những cây bút xuất sắc cho lứa tuổi nhi đồng) chuyển thể một số tác phẩm trong tuyển tập Kho tàng cổ tích Việt Nam của tác giả Nguyễn Đổng Chi.
Về hình thức, Cổ tích Việt Nam được dự kiến là một phim màn ảnh đại vĩ tuyến, gồm tối thiểu 03 tiểu phẩm với độ dài 30 phút/phần, ghép các yếu tố thoại kịch và ca nhạc với nhau, không gian và thời gian chỉ mang tính ước lệ và không câu nệ quá chính xác, chủ yếu tập trung lối diễn xuất của diễn viên.
| “                            | Cốt lõi của vấn đề là không minh họa cho cổ tích, mà mỗi nhân vật, mỗi tình huống đều xuất phát từ không gian có thật. Trẻ em ngày nay rất thông minh, các em dễ dàng phát hiện ra những sơ suất của phim. Mỗi câu chuyện đều cố gắng kích thích trí tưởng tượng của các em. | ” |
| — Đạo diễn Nguyễn Minh Chung | |   |

Mùa đông năm 1993, Cổ tích Việt Nam dưới sự bảo trợ của Cục Điện ảnh đã xuất hiện đồng loạt tại rạp chiếu bóng tất cả các tỉnh thành, đặc biệt cụm rạp dành cho lứa nhi đồng, một sự kiện hi hữu bấy giờ. Mặc dù được dự trù gây cơn sốt vé áp đảo xuất phẩm Phạm Công - Cúc Hoa nhưng phim chóng lâm tình trạng ế khách chỉ sau ít ngày công chiếu. Một thời gian ngắn sau, phía Cục Điện ảnh phải "cầu viện" (chữ trên mặt báo đương thời) Bộ Giáo dục. Cơ quan giáo dục bèn chỉ thị tất cả các trường tiểu học và trung học quy mô từ vừa đến lớn huy động học sinh đi xem. Hình thức vé là miễn phí, nhưng thực tế được cộng vào học phí trong tháng. Tại rạp, trước khi chiếu phim, để chờ khán giả ổn định chỗ ngồi, nhà rạp sẽ phát một số trailer các cuốn băng nhạc thiếu nhi như để quảng cáo cho các sản phẩm của Hãng phim Phương Nam.
Kể từ năm 1994, Cổ tích Việt Nam vẫn tiếp tục được chế tác, nhưng hình thức chuyển sang định dạng VHS phát hành tại các quầy băng nhạc, đồng thời phía nhà sản xuất cũng bán bản quyền ngắn hạn cho các đài truyền hình lớn như HTV, THVL để phim được phổ cập hơn nữa. Đến năm 2005, Cổ tích Việt Nam đạt số 19 thì ngưng hẳn. Cũng trong giai đoạn này, các ca khúc trong phim Cổ tích Việt Nam được các nhạc sĩ sáng tác dựa trên các tập phim, điển hình như Ăn khế trả vàng của Phạm Trọng Cầu, Khắc Dũng với các sáng tác như Hà rầm hà rạc, Thạch sùng, Cậu bé thông minh, Dã tràng, Lấy chồng dê, Của thiên trả địa, Đồng tiền Vạn Lịch,... Sau đó, hãng đổi sang hình thức phim ca nhạc với độ dài tương đương một cuốn phim truyện.
| “                                                      | Chúng tôi cố gắng đầu tư chất lượng cho từng bộ phim để xứng đáng với tình cảm mà công chúng dành cho phim 'Cổ tích Việt Nam'. Đặc biệt, đây chính là mảnh đất màu mỡ để các diễn viên trẻ phát huy sáng tạo. Thường thì phim 'Cổ tích Việt Nam' không chuộng diễn viên ngôi sao mà chỉ tập trung khai thác gương mặt trẻ, giúp họ gắn bó với nghề diễn chuyên nghiệp. Qua 32 câu truyện 'Cổ tích Việt Nam', hãng phim Phương Nam đã giới thiệu hơn 200 gương mặt diễn viên trẻ trong cả nước. | ” |
| — Bà Phan Mộng Thúy, phó giám đốc Hãng phim Phương Nam | |   |

Vào khoảng thế kỷ 21, Thế Hệ Trẻ Productions có trụ sở tại Hoa Kỳ đã mua lại và phân phối các cuốn VHS "Cổ tích Việt Nam" để phát hành lậu trôi nổi tại Hoa Kỳ. Ấn bản đầu tiên của DVD được phát hành là bản sao trực tiếp của băng VHS do Hãng phim Phương Nam sản xuất. Tuy nhiên, các ấn bản lậu sau của DVD Thế Hệ Trẻ Productions đã thay đổi từ bản của Hãng phim Phương Nam sang bản tổng hợp của Thế Hệ Trẻ, do đó một số phần DVD của Thế Hệ Trẻ có những tập phim khác với bản Cổ Tích của Hãng phim Phương Nam. Khoảng những năm 2010, Thế Hệ Trẻ buộc phải đóng cửa công việc kinh doanh của họ và rất khó tìm thấy các bản phát hành DVD của họ.
Năm 2016, hãng phối hợp Đài Phát thanh - Truyền hình Vĩnh Long tiến hành sản xuất phiên bản truyền hình Thế giới cổ tích gồm 50 tập, vừa dựng lại vừa phát triển tiếp các tác phẩm của tác giả Nguyễn Đổng Chi. Vai trò đạo diễn ban đầu được giao cho ông Nguyễn Minh Chung, sau đó ông Quách Khoa Nam kế tục. Giai đoạn từ năm 2011 đến 2015, HTV3 là đơn vị mua bản quyền các tập phim Cổ tích Việt Nam của Hãng phim Phương Nam (từ cuốn 1 đến cuốn 17) phát sóng trên truyền hình.

## Nội dung

### Giai đoạn 1993 - 2008
| Năm  | Nhan đề                                                                                                | Tập phim                         | Đạo diễn                      | Diễn viên |
| ---- | --- | -------------------------------- | ----------------------------- | --- |
| 1993 | Cổ tích Việt Nam 01 (Người dẫn chuyện: Tiến sĩ tâm lý Tô Thị Ánh)                                      | Ăn khế trả vàng                  | Nguyễn Minh Chung             | Hồng Tơ, Tô Kiều Lan, Hoàng Thơi, Kim Anh                                                                                                |
| 1993 | Cổ tích Việt Nam 01 (Người dẫn chuyện: Tiến sĩ tâm lý Tô Thị Ánh)                                      | Ai mua hành tôi                  | Nguyễn Minh Chung             | Hoàng Sơn, Diệu Ái, Trung Dân, Hữu Phước, Bạch Long                                                                                      |
| 1993 | Cổ tích Việt Nam 01 (Người dẫn chuyện: Tiến sĩ tâm lý Tô Thị Ánh)                                      | Cậu bé thông minh                | Nguyễn Minh Chung             | Bé Chấn Cường, Lê Bình, NSƯT Thanh Hoàng, Sơn Hải, Chấn Đạt                                                                              |
| 1994 | Cổ tích Việt Nam 02 (Người dẫn chuyện: chưa rõ)                                                        | Bụng làm dạ chịu                 | Nguyễn Minh Chung Lâm Lê Dũng | NSƯT Hữu Châu, Minh Phượng, Nguyễn Dương, Hoàng Lan, Ngọc Đặng, Minh Thủy                                                                |
| 1994 | Cổ tích Việt Nam 02 (Người dẫn chuyện: chưa rõ)                                                        | Sự tích cây nêu ngày Tết         | Nguyễn Minh Chung Lâm Lê Dũng | Võ Thế Vỹ, Ngọc Đặng, NSƯT Trịnh Kim Chi, Thu Thủy, Thành Chiến, Nam Anh, bé Chấn Cường                                                  |
| 1994 | Cổ tích Việt Nam 02 (Người dẫn chuyện: chưa rõ)                                                        | Mụ yêu tinh và bầy trẻ           | Nguyễn Minh Chung Lâm Lê Dũng | Lê Bình, bé Vũ Long, bé Hồng Kông, bé Thiện Nghĩa, bé Thụy Vũ                                                                            |
| 1994 | Cổ tích Việt Nam 03                                                                                    | Người hóa dế                     | Nguyễn Minh Chung             | Nguyên Hạnh, NSND Kim Xuân, bé Chấn Cường, Ngọc Đặng, Thành Bỉ, Thu Thủy, bé Vũ Long                                                     |
| 1994 | Cổ tích Việt Nam 03                                                                                    | Thầy lang bất đắc dĩ             | Nguyễn Minh Chung             | Mai Sơn, Diệu Ái, Huỳnh Đắc Vinh, NSƯT Hồ Kiểng, Nam Anh, Thanh Thủy, Kiều Oanh, Hoài Mỹ                                                 |
| 1994 | Cổ tích Việt Nam 03                                                                                    | Phượng hoàng đất                 | Nguyễn Minh Chung             | Mạc Can, Hoàng Sơn, Kim Anh, Lê Bình, Hoàng Thơi                                                                                         |
| 1995 | Cổ tích Việt Nam 04                                                                                    | Hà rầm hà rạc                    | Nguyễn Minh Chung             | Minh Phượng, Minh Nhí, Thanh Bình, Hồng Điệp                                                                                             |
| 1995 | Cổ tích Việt Nam 04                                                                                    | Đúc người                        | Nguyễn Minh Chung             | Mạc Can, Hoàng Sơn, Lê Bình, Hoàng Thơi, Hằng Nga, Đức Hùng                                                                              |
| 1995 | Cổ tích Việt Nam 04                                                                                    | Chàng đốn củi và con tinh        | Nguyễn Minh Chung             | Hữu Nghĩa, Hồng Tơ, Tô Kiều Lan, Việt Hùng                                                                                               |
| 1995 | Cổ tích Việt Nam 05 (Người dẫn chuyện: Tuyết Mai)                                                      | Vua heo                          | Nguyễn Minh Chung             | Cao Minh Đạt, Minh Nhí, bé Thúy Hòa, Việt Hùng, Lê Bình, Huỳnh Đắc Vinh, Tuấn Hùng, võ sư Mã Vĩnh Trinh, Việt Hương                      |
| 1995 | Cổ tích Việt Nam 05 (Người dẫn chuyện: Tuyết Mai)                                                      | Thạch Sùng                       | Nguyễn Minh Chung             | NSƯT Đức Hải, Diệp Bích, Anh Tú, Thanh Chi, Hồng Hạnh, Anh Thơ, Duy Thanh, Ngọc Tuấn                                                     |
| 1995 | Cổ tích Việt Nam 05 (Người dẫn chuyện: Tuyết Mai)                                                      | Sự tích trái dưa hấu             | Nguyễn Minh Chung             | Quang Hải, Hiền Mai, bé Việt Khánh, Hoài Dũng, Thành Bỉ, Việt Hùng                                                                       |
| 1995 | Cổ tích Việt Nam 06 (Người dẫn chuyện: Tuyết Mai)                                                      | Sự tích cây chổi                 | Nguyễn Minh Chung             | Hoàng Sơn, NSƯT Mỹ Duyên, Mai Thanh Dung, Lê Bình, Nguyễn Sanh, NSƯT Trịnh Kim Chi, Kim Quy                                              |
| 1995 | Cổ tích Việt Nam 06 (Người dẫn chuyện: Tuyết Mai)                                                      | Xét xử tài tình                  | Nguyễn Minh Chung             | NSND Hoàng Dũng, NSƯT Quốc Khánh, Quốc Trọng, Thanh Hà, NSƯT Minh Vượng                                                                  |
| 1995 | Cổ tích Việt Nam 06 (Người dẫn chuyện: Tuyết Mai)                                                      | Mũi dài                          | Nguyễn Minh Chung             | Thanh Dương, Lan Hương, Đình Chiến, Thùy Hương, Tuấn Dương, Duy Thanh                                                                    |
| 1996 | Cổ tích Việt Nam 07                                                                                    | Sự tích con khỉ                  | Nguyễn Minh Chung             | Minh Nhí, Dạ Lan, NSƯT Hữu Châu, Hiền Mai, Thanh Hải                                                                                     |
| 1996 | Cổ tích Việt Nam 07                                                                                    | Chiếc áo tàng hình               | Nguyễn Minh Chung             | Quốc Tuấn, bé Huỳnh An, NSND Việt Anh, Mạc Can, NGƯT Mạnh Dung                                                                           |
| 1996 | Cổ tích Việt Nam 07                                                                                    | Dã Tràng                         | Nguyễn Minh Chung             | Lê Bình, Bình Minh, Hữu Tiến, Việt Hùng                                                                                                  |
| 1997 | Cổ tích Việt Nam 08 (Người dẫn chuyện: Tuyết Mai)                                                      | Thạch Sanh Lý Thông              | Nguyễn Minh Chung             | Minh Nhí, Ngọc Thịnh, Hữu Nghĩa, Anh Thư, Lê Bình, NSƯT Mỹ Uyên, NSƯT Cát Tường, Việt Hùng, Kiều Hạnh, Thúy Nga                          |
| 1997 | Cổ tích Việt Nam 08 (Người dẫn chuyện: Tuyết Mai)                                                      | Miếng trầu kỳ diệu               | Nguyễn Minh Chung             | NSƯT Đức Hải, Quốc Hùng, Thúy Nga, Tuấn Dương, NSƯT Duy Hậu, NSƯT Tiến Đạt, Thế Bình, Công Bảy, Trần Nhượng                              |
| 1997 | Cổ tích Việt Nam 08 (Người dẫn chuyện: Tuyết Mai)                                                      | Chàng rể thong manh              | Nguyễn Minh Chung             | Anh Tú, Mai Huê, NSƯT Xuân Thức, NSND Trần Hạnh, NSƯT Phát Triệu                                                                         |
| 1998 | Cổ tích Việt Nam 09                                                                                    | Cây tre trăm đốt                 | Huỳnh Phúc Điền               | Thúy Lan, Thanh Phúc, Nguyên Hạnh, Mai Thanh Dung, Công Minh, Thanh Vy, Mai Dũng                                                         |
| 1998 | Cổ tích Việt Nam 09                                                                                    | Chàng ngốc phiêu lưu ký          | Lâm Lê Dũng                   | Anh Vũ, Bình Minh, Hạnh Năm, Nguyễn Châu, Hữu Phước, NSƯT Hồ Kiểng, Thúy Nga                                                             |
| 1998 | Cổ tích Việt Nam 09                                                                                    | Hai cô gái và cục bướu           | Phạm Ngọc Châu                | Bé Thu Hằng, Thụy Vân, bé Thiên Tử, Bạch Dương, Mạc Can, Lê Bình, Hoài An, Mai Hoa, Trọng Hải                                            |
| 1999 | Cổ tích Việt Nam 10                                                                                    | Nói dối như Cuội                 | Nguyễn Minh Chung             | Lê Hoàng Phi, Minh Nhí, Minh Phượng, Thu Trang, Lê Bình, Linh Sang, Minh Luân                                                            |
| 1999 | Cổ tích Việt Nam 10                                                                                    | Quận Gió                         | Nguyễn Minh Chung             | Kim Hoàng, Công Dũng, Minh Tuấn, Sỹ Toàn, Ngọc Tâm, Mạnh Kiểm, Cao Nga, Hoàng Thắng, Uy Linh                                             |
| 1999 | Cổ tích Việt Nam 10                                                                                    | Hoàng tử cứu mẹ                  | Nguyễn Minh Chung             | Bé Nguyễn Hưng, Mạc Can, NSƯT Mỹ Uyên, Hà Phương, bé Vũ Long, Trung Dũng, Trịnh Thiên Tài, Hồng Sáp, Minh Béo                            |
| 2000 | Cổ tích Việt Nam 11                                                                                    | Con chim khách màu nhiệm         | Nguyễn Minh Chung             | Minh Nhí, Anh Vũ, Lê Hoàng Phi, Trung Hiếu, Thu Hồng, Ngọc Thy                                                                           |
| 2000 | Cổ tích Việt Nam 11                                                                                    | Cường Bạo đại vương              | Nguyễn Minh Chung             | Quang Thịnh, Kim Em, Nam Anh, Lê Bình, Nguyễn Châu, Việt Hùng, Hề Bé, Công Minh                                                          |
| 2000 | Cổ tích Việt Nam 11                                                                                    | Gái ngoan dạy chồng              | Nguyễn Minh Chung             | Hồng Ánh, Hữu Tiến, Ngọc Diễm, Phương Dung, NSƯT Mỹ Uyên, Thiên Tài                                                                      |
| 2001 | Cổ tích Việt Nam 12                                                                                    | Mưu trí đàn bà                   | Nguyễn Minh Chung             | Khánh Huyền, NSND Nguyễn Công Bẩy, NSƯT Văn Toản, Thúy Phương, Duy Thành, Nguyễn Quyết, Phùng Ty                                         |
| 2001 | Cổ tích Việt Nam 12                                                                                    | Của Thiên trả Địa                | Nguyễn Minh Chung             | Hoàng Thiên, Võ Ngọc Trai, Phương Bằng, Lê Hoàng Phi, Lê Bình, Phương Bình                                                               |
| 2001 | Cổ tích Việt Nam 13 (Người dẫn chuyện: Nguyễn Dzoãn Cẩm Vân, bé Thanh Thảo, bé Gia Huy, bé Thùy Dương) | Tam và Tứ                        | Nguyễn Minh Chung             | Minh Dũng, Trung Dân, Lê Bình, Nguyễn Châu, Phương Dung, Thùy Linh, Tấn Lợi, Trịnh Thiên Tài, bé Thành Trung, bé Thủy Tiên, bé Đăng Khoa |
| 2001 | Cổ tích Việt Nam 13 (Người dẫn chuyện: Nguyễn Dzoãn Cẩm Vân, bé Thanh Thảo, bé Gia Huy, bé Thùy Dương) | Tấm Cám                          | Nguyễn Minh Chung             | Quỳnh Hoa, NSƯT Kim Oanh, Bích Ngọc, NSƯT Thu An, NSƯT Đức Trung, Tuấn Anh                                                               |
| 2001 | Cổ tích Việt Nam 13 (Người dẫn chuyện: Nguyễn Dzoãn Cẩm Vân, bé Thanh Thảo, bé Gia Huy, bé Thùy Dương) | Sự tích con muỗi                 | Nguyễn Minh Chung             | Võ Thế Vỹ, Hiền Mai, Nam Anh, Mạc Can, Hề Bé, Tiến Vang                                                                                  |
| 2002 | Cổ tích Việt Nam 14                                                                                    | Người học trò và ba con quỷ      | Nguyễn Minh Chung             | Minh Nhí, Mạc Can, Hề Bé, Lê Bình, Minh Dũng, Xuân Thanh                                                                                 |
| 2002 | Cổ tích Việt Nam 14                                                                                    | Bài học nhớ đời                  | Nguyễn Minh Chung             | Phương Bình, NSƯT Mỹ Uyên, Trung Dân, Tiến Vang, bé Hữu Lộc                                                                              |
| 2002 | Cổ tích Việt Nam 14                                                                                    | Lấy chồng dê                     | Nguyễn Minh Chung             | Hoài Nam, Kim Ngân, Ngọc Lan, Nguyên Hạnh, Minh Ngọc, Quách Khoa Nam                                                                     |
| 2003 | Cổ tích Việt Nam 15 (Người dẫn chuyện: Tuyết Mai)                                                      | Chưa đỗ ông nghè đã đe hàng tổng | Nguyễn Minh Chung             | Huy Anh, Trường Huy, Đức Huỳnh, Lê Bình, Tiến Hòa                                                                                        |
| 2003 | Cổ tích Việt Nam 15 (Người dẫn chuyện: Tuyết Mai)                                                      | Sự tích quả roi                  | Nguyễn Minh Chung             | Hữu Thành, Hòa Hiệp, Lê Khánh, Quách Khoa Nam, Trung Dân, Đình Toàn                                                                      |
| 2003 | Cổ tích Việt Nam 15 (Người dẫn chuyện: Tuyết Mai)                                                      | Nàng Xuân Hương                  | Nguyễn Minh Chung             | Hồng Ánh, Nguyễn Thanh, Hoàng Mèo, Kiến An, Ngọc Lan, Uyên Trinh                                                                         |
| 2004 | Cổ tích Việt Nam 16 (Người dẫn chuyện: Thy Mai)                                                        | Bính và Đinh                     | Nguyễn Minh Chung             | Trung Dân, Quách Khoa Nam, Phương Dung, Kiến An, Ngọc Đặng, Yến Oanh, Minh Luật                                                          |
| 2004 | Cổ tích Việt Nam 16 (Người dẫn chuyện: Thy Mai)                                                        | Sự tích trầu cau                 | Nguyễn Minh Chung             | Cao Minh Đạt, Tống Bạch Thủy, Hữu Thành                                                                                                  |
| 2004 | Cổ tích Việt Nam 16 (Người dẫn chuyện: Thy Mai)                                                        | Đồng tiền Vạn Lịch               | Nguyễn Minh Chung             | Nguyễn Châu, Phương Ân, Hề Bé, Tiến Vang, Trịnh Thiên Tài                                                                                |
| 2007 | Cổ tích Việt Nam 17                                                                                    | Hồn Trương Ba da hàng thịt       | Nguyễn Minh Chung             | Văn Ruy, Lê Bình, Bảo Châu, Vũ Huân, Xuân Thùy, bé Phương Trang                                                                          |
| 2007 | Cổ tích Việt Nam 17                                                                                    | Thần giữ của                     | Nguyễn Minh Chung             | Mai Mai, Nguyễn Châu, Ngọc Tưởng, Mai Thành, Uyên Trinh, Hữu Thành, Quỳnh Anh                                                            |
| 2007 | Cổ tích Việt Nam 17                                                                                    | Kiện cây đa                      | Nguyễn Minh Chung             | Quách Khoa Nam, Phúc An, Mai Dũng, Ngọc Lan, Phi Phụng, Mi Ni, Kiến An                                                                   |
| 2008 | Cổ tích Việt Nam 18                                                                                    | Sinh con rồi mới sinh cha        | Xuân Phước                    | NSƯT Thanh Điền, Hoàng Sơn, Dương Cẩm Lynh, Lý Nhã Kỳ, Công Hậu, NSƯT Công Ninh, Bảo Trí, bé Bum Bum                                     |
| 2008 | Cổ tích Việt Nam 18                                                                                    | Người thợ mộc Nam Hoa            | Xuân Phước                    | Mai Thành, Công Hậu, Lý Nuôi, Minh Béo, Tuyết Nga, Bảo Trí, Thanh Thúy, Bảo khương, Thành Công, hoài Phúc, Hồng Phát                     |
| 2008 | Cổ tích Việt Nam 18                                                                                    | Đầy tớ và tên trộm               | Xuân Phước                    | Huy Cường, Lý Nuôi, Ngọc Xuân, Bảo Chung, Bảo khương, Nguyễn Hậu, Hữu Thành                                                              |
| 2008 | Cổ tích Việt Nam 19                                                                                    | Ba chàng thiện nghệ              | Xuân Phước                    | NSƯT Công Ninh, Thiên Bảo, Minh Cường, Thành Đạt, Ngọc Lan, Chánh Thuận, Phương Dung                                                     |
| 2008 | Cổ tích Việt Nam 19                                                                                    | Anh học trò nghèo và Ngọc Hoàng  | Xuân Phước                    | NSƯT Hoài Linh, Mai Sơn Lâm, Quang Khải, Ngọc Xuân, Nguyễn Châu, Trương Long, Thanh Trúc, nhóm múa Vầng Trăng                            |
| 2008 | Cổ tích Việt Nam 19                                                                                    | Sự tích thành hoàng sống         | Xuân Phước                    | NSƯT Công Ninh, NSƯT Thanh Điền, Minh Nhí, NSƯT Hoài Linh, Nguyễn Hậu, Chánh Thuận, Thiên Bảo, Minh Cường, Thành Đạt, Ngọc Lan           |

### Giai đoạn 2016 - nay
Sau khi kết thúc Cổ tích Việt Nam dưới định dạng VHS, VCD và DVD với tổng cộng 19 cuốn thì hãng phim Phương Nam tiếp tục thực hiện cho phần 2 của Cổ tích Việt Nam kết hợp cùng Đài Phát thanh - Truyền hình Vĩnh Long.

## Sự cố lộ liễu
Trong tập phim Anh học trò nghèo và Ngọc Hoàng từ cuốn Cổ tích Việt Nam 19 có phân cảnh một người trong đoàn làm phim sử dụng mô hình rùa bằng nhựa bọc cao su chở diễn viên Mai Sơn Lâm ra bờ biển nhưng vô tình để lộ bàn tay đẩy con rùa. Không những vậy, biên tập cũng đã không phát hiện ra chi tiết này và để cảnh quay lên sóng.

## Ảnh hưởng
Cổ tích Việt Nam là dự án điện ảnh kéo dài một thập kỷ với bối cảnh trải rộng khắp ba miền Việt Nam cùng nhân sự khổng lồ gồm nhiều nhà điện ảnh tầm cỡ của thập niên 1990. Đồng thời, do đặc điểm kinh phí hẹp cùng yếu tố trọng diễn xuất mà phim trở thành chốn ươm mầm cho nhiều tài năng lớn của sân khấu và điện ảnh Việt Nam giai đoạn sau.
Ngày 08 tháng 08 năm 2019, trong bài Phim cổ tích Việt Nam - "Thế lực ngầm" sở hữu toàn lượt view khủng, Kênh 14 đã thống kê được rằng: Mặc dù kinh phí sản xuất thấp, khi lên sóng truyền hình nhận phải sự hờ hững của khán giả, đặc biệt lớp thanh thiếu niên, nhưng khi đưa lên các trang mạng YouTube, Facebook... thì loạt phim Cổ tích Việt Nam vẫn âm thầm nhận được mối quan tâm lớn nhất của cư dân mạng, đánh bại mọi xuất phẩm điện ảnh kinh điển nhất.
- Đây là xuất phẩm điện ảnh đầu tiên tại Việt Nam phải dùng hình thức "ủng hộ điện ảnh nước nhà" để bù lỗ, mà thực chất là nhờ cơ quan hữu trách huy động thanh thiếu niên đi coi phim.
- Kể từ khi xuất hiện ở các tập cuối, diễn viên Quách Khoa Nam trở thành gương mặt quen thuộc trong dòng phim đồng thoại Việt Nam, mà về sau ông tái xuất trong loạt phim Cổ tích Việt Nam[8] của Đài Phát thanh - Truyền hình Vĩnh Long và các phim Cậu bé nước Nam, Hai chàng Hảo Hớn, Gái khôn được chồng cả ở vai trò đạo diễn, biên kịch và diễn viên.
- Phong cách dàn dựng Cổ tích Việt Nam với công thức bối cảnh không gian đầy nắng, cảnh trí và lối y phục phỏng cổ cùng nội dung bám sát văn chương đã trở thành đặc trưng trong dòng phim đồng thoại do người Việt Nam chế tác[9].

| “                                                             | Trong một buổi giao lưu với các em thiếu nhi tại Nhà Thiếu Nhi Thành phố, sau các vai công chúa hoàng tử, khi nghe giới thiệu tới mụ yêu tinh, không ai mời mà các em tự động ùa lên sân khấu cứ sờ mó "mụ yêu tinh" giống như một quái vật. Tạo hình khá lạ của đạo diễn Nguyễn Minh Chung khiến các em rất tò mò. Có một em hỏi như vầy: Tại sao lúc mụ yêu tinh trèo lên cây mà chân mụ có nhiều lông quá? Thiệt tình khi xem, chính tôi cũng không để ý chi tiết nhỏ như vậy. Cũng may mắn là mình lẹ trí, bèn trả lời: Tại mụ yêu tinh vô rừng ăn bậy ăn bạ, lá nọ lá kia nên chân mụ mới mọc lông. | ” |
| — Tâm sự nghệ sĩ Lê Bình trong chương trình Ký ức vui vẻ 2019 | |   |

## Vinh danh
- Giải đặc biệt Phim truyện dành cho thiếu nhi, Liên hoan phim Việt Nam XI, Hà Nội - 1996